# 龍興寺 (加須市)
龍興寺（りゅうこうじ）は、埼玉県加須市にある臨済宗円覚寺派の寺院。

## 歴史
大同年間（806年 - 810年）、天祐によって開山された。その後、室町時代中期に曇芳により中興された。
中興の曇芳は鎌倉公方足利持氏の伯父にあたることから鎌倉公方系足利氏との縁が深い寺である。埼玉県の史跡に指定されている「足利持氏・同春王・同安王供養塔」が当寺にあるのも、持氏の伯父の寺という理由による。他に足利家から寄進された膳や寺領安堵状が残されている。かつては初代公方足利基氏が寄進した達磨画像や持氏の束帯像もあったといわれているが、現在は失なわれている。
当寺には「石敢當」がある。石敢當は中国発祥の魔よけの石碑で、日本では沖縄県や鹿児島県に多い。埼玉県では他に同市の千方神社にしかない極めて珍しいものである。この石敢當は1771年（明和8年）に造立されたものである。

## 文化財
- 足利持氏・同春王・同安王供養塔（埼玉県指定史跡 昭和9年3月2日指定）[4]
- 龍興寺青石塔婆（埼玉県指定史跡 昭和12年3月31日指定）[4]
- 石敢当（加須市指定有形民俗文化財 昭和56年12月2日指定）[5]

## 交通アクセス
- 路線バス下崎停留所より徒歩36分。